# Машру Лейла
Машру Лейла (на арабски: مشروع ليلى‎) е ливанска седемчленна инди рок група. Групата е сформирана през 2008 година в Американския университет на Бейрут. Неин фронтмен е Хамид Синно, като тя е издала три студийни албума: Mashrou' Leila (2008), El Hal Romancy (2011) и Raasük (2013), пораждайки много полемики заради техните сатирични текстове.

## История
Групата е основана през февруари 2008, когато виолистът Хайг Папациан, китаристът Андре Шедид и пианистът Омая Малаеб публикуват отворена покана към музиканти, търсещи място да свирят, за да разтоварят стреса породен от нестабилната политическа ситуация. От десетина хора, които се появяват на срещата, седмина остават в групата. Те са насърчавани от своите приятели да свирят на живо; на първия си концерт, който се състои в университета, те са единствената група, която свири своя собствена музика и по-късно продължават да свирят на различни мероприятия, събирайки слава на ъндърграунд сцената.
През 2008 се състои техния пръв официален концерт на фестивалът „Fête de la Musique“, където те биват критикувани, заради текстовете им, които се фокусират върху теми като несподелената любов, политиката, критики срещу ливанското общество и много други. През 2009, по време на същото събитие, техните фенове танцуват пого в центъра на Бейрут.
Песента, с която те правят своя пробив на музикалната сцена е „Raksit Leila“ (Танцът на Лейла). Тя печели наградата на радио Либан – договор със звукозаписна компания през март 2009 г. Дебютният им албум излиза през декември същата година, като той е издаден в Бурж Хаммуд (квартал на Бейрут), където 1200 техни фена ликуват в двора на музикалното студио. Концертът на групата на международния фестивал Библос на 9 юли 2010 г. е едно от най-очакваните събития през лятото. То е посетено дори от ливанския министър-председател Саад Харири.

### Страничен проект
През лятото на 2008, барабанистът Карл Гергес сформира нова група заедно със своя приятел от детството Пол. Групата се казва White Trees и издава албум с шест песни през 2008. Както те, така и Машру Лейла композират музиката за краткия филм от три части Cheers, to Those Who Stay.

## Стил
Техните текстове засягат мнозина теми-табу в ливанското общество, като война, политика, материализъм, имиграция и хомосексуалност. Те са известни с либералната им употреба на цинизми. Друга отличителна черта на групата е наличието на арменски фолк елементи в песните им, както и употребата на мегафон за промяна на гласа на вокалиста Хамед Сино.

## Състав

### Настоящи
- Хамид Сино[8] – вокали
- Хайг Папациан – виолин
- Карл Гергес – барабани
- Ибрахим Бадр – бас китара
- Фирас Абу-Фахр
- Андре Шедид – китарист

### Бивши
- Омая Малаеб – пиано